# Mary Wroth

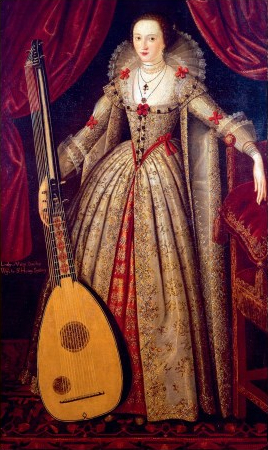
Lady Mary Wroth, John de Critz zugeschrieben, ca. 1620

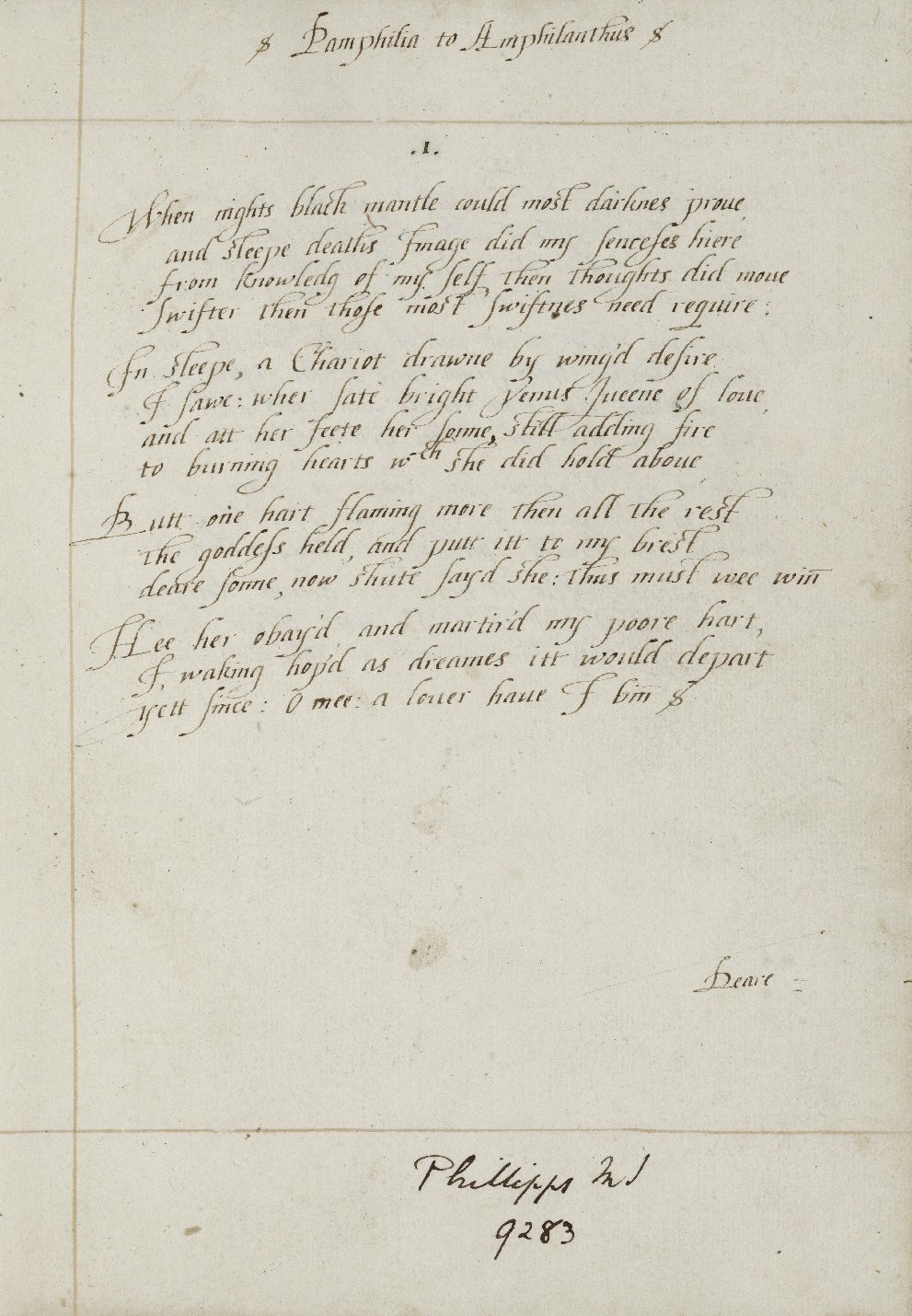
Erstes Sonnett aus Pamphilia to Amphilanthus, Manuskript von Mary Wroth, ca. 1620

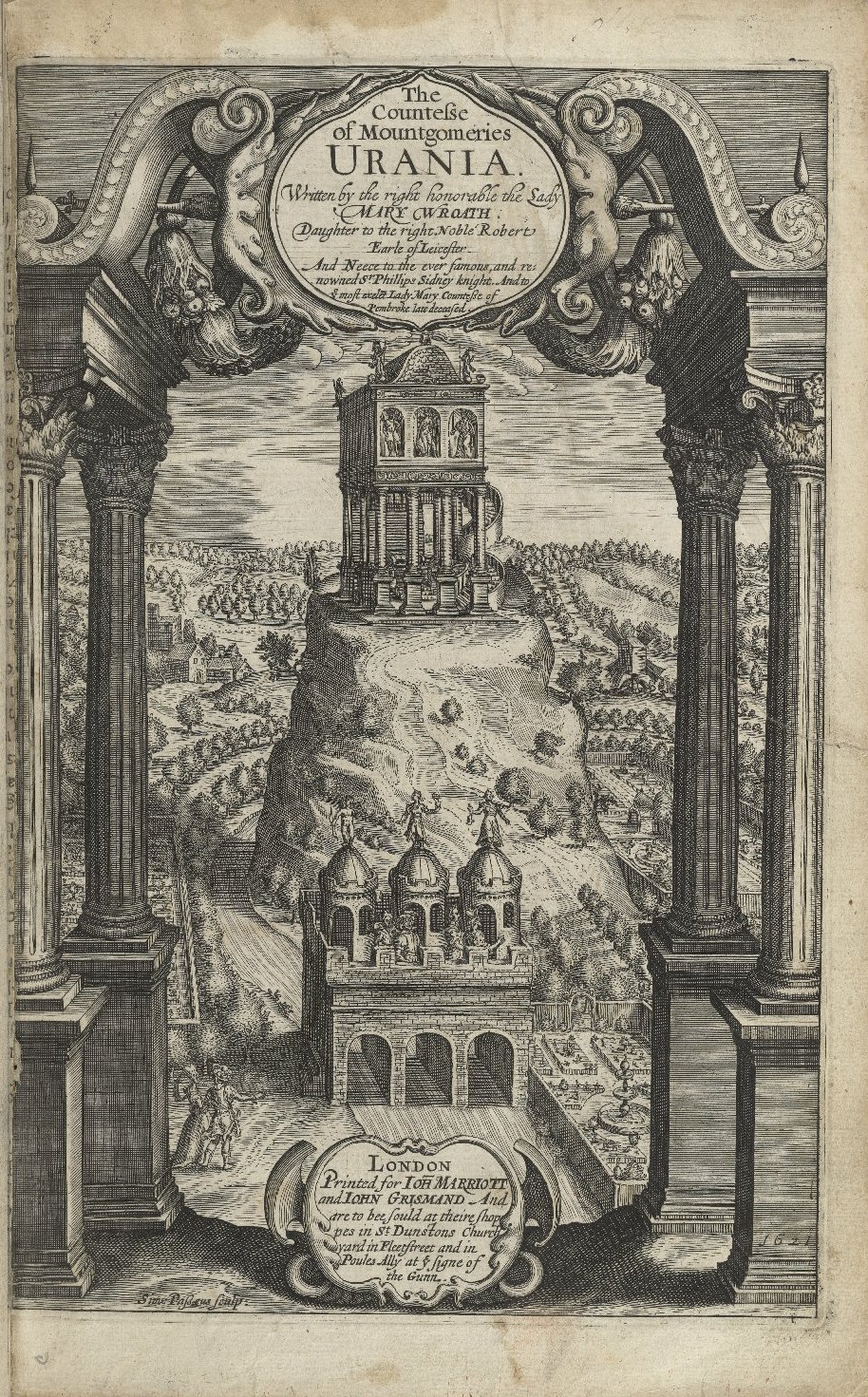
Titelseite der Erstausgabe von Urania, gedruckt 1621

Lady Mary Wroth (geborene Sidney, * 18. Oktober 1587; † 1651 oder 1653) war eine englische Adlige und Dichterin in der Renaissance. Als Mitglied einer angesehenen literarischen Familie gehörte Wroth zu den ersten weiblichen englischen Schriftstellern, die dauerhaften Ruhm erlangten.

## Leben
Mary Wroth war die Tochter von Robert Sidney, 1. Earl of Leicester, und Barbara Gamage, einer Cousine von Sir Walter Raleigh. Ihr Onkel war Sir Philip Sidney, ein berühmter elisabethanischer Dichter und Höfling. Robert Sidney war von 1589 bis 1616 Gouverneur von Vlissingen, weswegen sie einen Großteil ihrer Kindheit bei ihrer Tante Mary Sidney Herbert, Countess of Pembroke, eine der bedeutendsten Schriftstellerinnen und Mäzeninnen des 16. Jahrhunderts, Baynard’s Castle in London und Penshurst Place verbrachte.
Penshurst Place war in der elisabethanischen und jakobinischen Zeit ein Zentrum literarischer und kultureller Aktivitäten und die Gastfreundschaft wird in Ben Jonsons berühmtem Gedicht To Penshurst gepriesen. In einer Zeit, in der die meisten Frauen Analphabeten waren, hatte Wroth das Privileg einer formalen Ausbildung, die sie von Hauslehrern unter der Anleitung ihrer Mutter erhielt. Mit ihren familiären Verbindungen war eine Karriere am Hof fast unausweichlich. Wroth tanzte vor Königin Elizabeth bei einem Besuch in Penshurst und 1602 erneut bei Hofe. Zu dieser Zeit wurde ein Bildnis von ihr als Mädchen in einem Gruppenporträt von Lady Sidney und ihren Kindern von Marcus Gerards dem Jüngeren 1596 gemalt und ist heute in Penshurst ausgestellt. Als junge Frau gehörte Lady Mary zum engeren Freundeskreis von Königin Anne.
Am 27. September 1604 verheiratete König Jakob I. Mary mit Sir Robert Wroth von Loughton Hall. Die Ehe war nicht glücklich; es gab Probleme zwischen den beiden, beginnend mit Schwierigkeiten wegen der Zahlung der Mitgift durch ihren Vater. In einem Brief an seine Frau beschrieb Robert Sidney verschiedene Begegnungen mit Robert Wroth, der kurz nach ihrer Heirat oft über das Verhalten von Mary beunruhigt war. Robert Wroth scheint ein Spieler, Schürzenjäger und Trinker gewesen zu sein. Weitere Beweise für die unglückliche Verbindung stammen von Ben Jonson, der feststellte, dass „my Lady Wroth is unworthily married on a Jealous husband“. Verschiedene Briefe von Lady Mary an Königin Anne beziehen sich auch auf die finanziellen Verluste, die ihr Mann während ihrer gemeinsamen Zeit erlitten hatte.
Während ihrer Ehe wurde Wroth für ihre literarischen Bemühungen und auch für ihre Auftritte in mehreren Maskenspielen bekannt. Im Jahr 1605 tanzte sie im Whitehall Banqueting House in The Masque of Blackness, das von Ben Jonson und Inigo Jones entworfen worden war. Wroth trat zusammen mit der Königin und ihren Freundinnen in der Inszenierung auf; alle hatten ihre Haut schwarz gefärbt, um äthiopische Nymphen darzustellen, die sich die „zwölf Töchter des Niger“ nannten. Die Maskerade war sehr erfolgreich und war die erste in einer langen Reihe ähnlicher Hofunterhaltungen. Die „zwölf Töchter des Niger“ traten auch in The Masque of Beauty von 1608 auf, ebenfalls von Jonson und Jones entworfen. Trotz des Erfolges gab es jedoch einige weniger positive Kritiken, einige bezeichneten die Darstellung der Töchter Nigers als hässlich und nicht überzeugend.
Im Februar 1614 brachte Wroth einen Sohn namens James zur Welt: Einen Monat später starb ihr Mann Robert Wroth an Wundbrand und ließ Wroth tief verschuldet zurück. Zwei Jahre später starb Wroths Sohn, was dazu führte, dass sie das Wroth-Anwesen an John Wroth, den nächsten männlichen Erben des Erbteils, verlor. Es gibt keine Hinweise darauf, dass Wroth ihrem Mann untreu war, aber nach seinem Tod ging sie eine Beziehung mit ihrem Cousin William Herbert, 3. Earl of Pembroke ein. Das Paar teilte das Interesse an Kunst und Literatur und war seit der Kindheit befreundet. Sie hatten mindestens zwei uneheliche Kinder, eine Tochter Catherine und einen Sohn William. Im Herbertorum Prosapia, einer handschriftlichen Zusammenstellung der Geschichte der Familie Herbert aus dem 17. Jahrhundert, hielt William Herberts Cousin Sir Thomas Herbert die Vaterschaft über die beiden Kinder von Wroth fest.
Ihre mutmaßliche Beziehung zu William Herbert und ihre aus dieser Verbindung stammenden Kinder werden in Wroths Werk The Countess of Montgomery’s Urania erwähnt. Es wird auch behauptet, dass William Herbert ein Liebling von Königin Anne war und dass sie der Grund ist, warum er 1615 die Position des Lord Chamberlain of the Household erlangte. In Urania nimmt Wroth immer wieder Bezug auf eine mächtige und eifersüchtige Königin, die ihre schwächere Rivalin vom Hof verbannt, um ihren Geliebten zu bekommen. Das veranlasste Historiker zu der Annahme, dies auf Spannungen zwischen Königin Anne und Wroth wegen der Liebe zu Herbert zurückzuführen.
Die Veröffentlichung von Urania im Jahr 1621 war ein „succès de scandale“, da es weithin (und mit einiger Berechtigung) als Schlüsselroman angesehen wurde. Die diffuse Handlung dreht sich um die Beziehungen zwischen Pamphilia und ihrem wandernden Liebhaber Amphilanthus, und die meisten Kritiker sind der Meinung, dass es bedeutende autobiografische Elemente enthält. Obwohl Wroth behauptete, dass sie nie die Absicht hatte, das Buch zu veröffentlichen, wurde sie von mächtigen Adligen heftig kritisiert, weil sie ihr Privatleben unter dem Deckmantel der Fiktion darstellte. Nach dem Skandal, den diese Anspielungen in ihrem Roman auslösten, war ihre Berühmtheit jedoch nur von kurzer Dauer; Urania wurde bereits im Dezember 1621 aus dem Verkauf genommen. Zwei der wenigen Autoren, die dieses Werk würdigten, waren Ben Jonson und Edward Denny, 1. Earl of Norwich. Jonson, ein Freund und Kollege von Mary Wroth, lobte sowohl Wroth als auch ihre Werke in Sonnet to the noble Lady, the Lady Mary Wroth. Jonson behauptet, dass er durch das Kopieren von Wroths Werken nicht nur ein besserer Dichter, sondern auch ein besserer Liebhaber wurde. Denny hingegen liefert eine sehr negative Kritik zu Wroths Werk; er beschuldigte sie in einem satirischen Gedicht der Verleumdung und nannte sie einen „Hermaphroditen“ und ein „Monster“. Während Wroth das Feuer in einem eigenen Gedicht erwiderte, mag die berüchtigte Episode dazu beigetragen haben, dass sie in den letzten Jahrzehnten ihres Lebens kaum noch wahrgenommen wurde. Es gab noch eine zweite Hälfte von Urania, die 1999 zum ersten Mal veröffentlicht wurde und deren Originalmanuskript sich heute in der Newberry Library in Chicago befindet. Laut Shelia T. Cavanaugh wurde der zweite Teil des Werks von Wroth nie für die tatsächliche Veröffentlichung vorbereitet und die Erzählung enthält viele Ungereimtheiten und ist schwierig zu lesen.
Nach den Schwierigkeiten rund um die Veröffentlichung der Urania verließ Wroth den Hof von König Jakob und wurde später auch von William Herbert verlassen. Es ist wenig über Wroths spätere Jahre bekannt, außer dass sie für den Rest ihres Lebens weiterhin mit großen finanziellen Schwierigkeiten zu kämpfen hatte. Wroth starb entweder 1651 oder 1653.

## Werke
Neben dem genannten Roman The Countess of Montgomery’s Urania (1621) sind von Writh zwei weitere Werke überliefert:
Love’s Victory ist ein idyllisches Lesedrama, das Wroth um 1620 geschrieben hat. Das Stück ist das seiner Gattung, das von einer Frau geschrieben wurde. Es ist hauptsächlich in gereimten Zweizeilern geschrieben. Es gibt nur zwei bekannte Manuskripte von Love’s Victory, von denen sich eine unvollständige Version in der Huntington Library in San Marino, Kalifornien, befindet. Die andere Version ist vollständig und ist das Penshurst Manuskript, das im Besitz von Viscount De L’Isle ist, was darauf hindeutet, dass es seit seiner Entstehung im Besitz der Familie Sidney ist.
Pamphilia to Amphilanthus ist eine Folge von Sonetten, die erstmals 1621 als Teil von The Countess of Montgomery’s Urania veröffentlicht wurde, später aber auch separat erschien. Es ist die zweite bekannte Sonettfolge einer weiblichen Schriftstellerin in England (die erste stammt von Anne Locke). Die Gedichte sind stark von der Sonettfolge Astrophel and Stella (1580) aus der Feder ihres Onkels Sir Philip Sidney beeinflusst. Wie Sidneys Sequenz gingen auch Wroths Sonette in Manuskriptform unter ihren Freunden und Bekannten umher, bevor sie 1621 veröffentlicht wurden. In Wroths Sequenz stellt sie Petrarcas Topos auf den Kopf, indem sie das unerreichbare Liebesobjekt männlich (im Gegensatz zu weiblich) macht.